# Джокич, Йован
Йован Джокич (серб. Јован Ђокић; 13 августа 1992, Брус, Югославия) — сербский футболист, полузащитник узбекистанского клуба «Нефтчи (Фергана)».

## Карьера

### Клубная
Профессиональную карьеру начал в 2011 году в клубе «Явор». В 2012 году был отдан в аренду клубу «Рудар» Костолац.
В начале 2017 года стал игроком казахстанского клуба «Атырау». После Казахстана с 2018 года выступает в чемпионате Узбекистана.

### Сборная
В 2017 году дебютировал за национальную сборную Сербии в товарищеском матче против сборной США.

## Достижения
«Явор»
- Серебряный призер первой лиги Сербии: 2014/15
- Финалист Кубка Сербии: 2015/16

«Атырау»
- Финалист Кубка Казахстана: 2017

АГМК
- Обладатель Кубка Узбекистана: 2018
- Финалист Кубка Узбекистана: 2020

«Локомотив»
- Обладатель Суперкубка Узбекистана: 2019
- Вице-чемпион Узбекистана: 2019

«Навбахор»
- Вице-чемпион Узбекистана: 2022
- Финалист Кубка Узбекистана (2): 2022, 2024